# Vérsejt

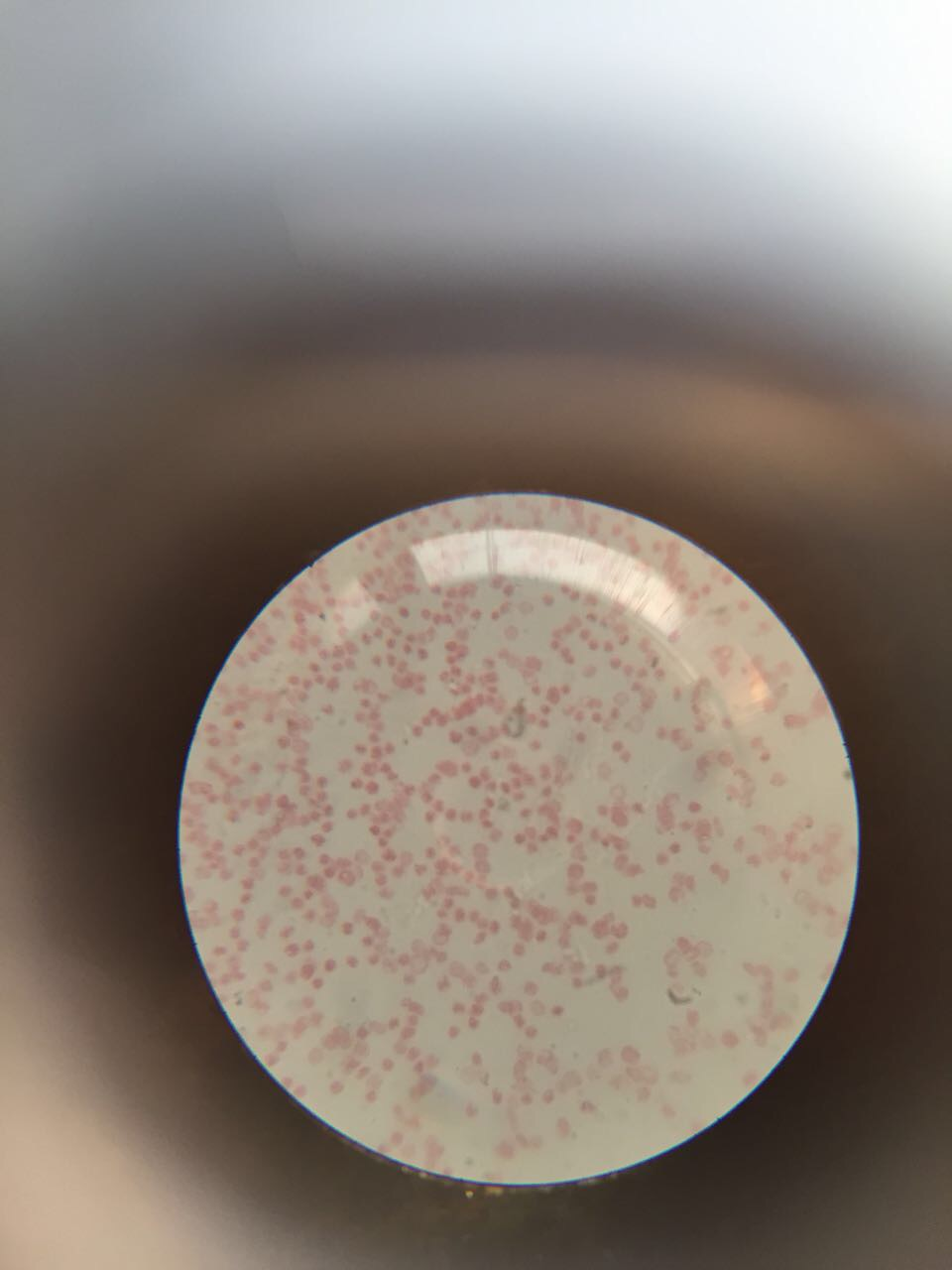
Emberi vérkenet fénymikroszkópos képe
a - vörösvértestek
b - neutrofil
c - eozinofil
d - limfocita

A vérsejtek a vérben nagy számban keringő sejtek vagy sejt eredetű képletek. Egészséges emberben kb. a 20. magzati héttől kezdve egész életen át csak a vörös csontvelőben képződnek. Valamennyi vérsejt a limfohemopoetikus őssejtekből származik.
A vérsejteknek három fő csoportja különíthető el:
- vörösvérsejt (eritrocita): a vérben a legnagyobb számban előforduló sejt, melynek fő feladata az oxigén eljuttatása a szövetekhez
- vérlemezke (trombocita): a csontvelőben a megakariocitákból kiváló képletek, melyeknek a vérzéscsillapításban van szerepük
- fehérvérsejtek (leukociták): sokféle típusú sejt gyűjtőcsoportja, melyeknek közös tulajdonságuk, hogy a szervezetet hivatottak védeni az azt károsító hatásokkal szemben; feladatukat az érrendszerből kilépve látják el

## Emberi vérsejtek
| Vérsejt        | Mennyiség a vérben (felnőttben)                                                                                                | Élettartam (felnőttben)                                                            |
| -------------- | --- | ---------------------------------------------------------------------------------- |
| Vörösvértest   | 4 500 000 – 5 000 000 /µl | kb. 120 nap                                                                        |
| Vérlemezke     | 150 000 – 300 000 /µl | kb. 10 nap                                                                         |
| Fehérvérsejtek | 4 000 – 10 000 /µl 60% neutrofil granulocita 30% limfocita 6–8% monocita 2–4% eozinofil granulocita 0,5–1% bazofil granulocita | granulocita: órák–napok monocita: legfeljebb hónapok limfociták: akár több évtized |